# Americovibone
Americovibone is een geslacht van hooiwagens uit de familie Neopilionidae.
De wetenschappelijke naam Americovibone is voor het eerst geldig gepubliceerd door G. S. Hunt & J. C. Cokendolpher in 1991. 

## Soorten
Americovibone is monotypisch en omvat slechts de volgende soort:
- Americovibone lanfrancoae